# Rollin’ (album B1A4)
Rollin’ – siódmy minialbum południowokoreańskiej grupy B1A4, wydany 25 września 2017 roku przez wytwórnię WM Entertainment i dystrybuowany przez LOEN Entertainment. Płytę promował singel o tym samym tytule. Sprzedał się w nakładzie 82 291 egzemplarzy w Korei Południowej (stan na styczeń 2018 r.).

## Lista utworów
| CD | CD                                                            | CD                     | CD                       | CD                                      | CD      |
| Nr | Tytuł utworu                                                  | Tekst                  | Kompozycja               | Aranżacja                               | Długość |
| -- | ------------------------------------------------------------- | ---------------------- | ------------------------ | --------------------------------------- | ------- |
| 1. | „Hold On” (kor. 잠깐만 Jamkkanman)                            | Jinyoung               | Jinyoung                 | Jinyoung, Kang Myung-shin               | 3:04    |
| 2. | „Rollin’”                                                     | Jinyoung, Baro         | Jinyoung                 | Jinyoung                                |         |
| 3. | „You Need Me” (kor. 너는 내가 필요해 Neoneun naega pil-yohae) | Jinyoung, Baro         | Jinyoung                 | Jinyoung, Kang Myeong-shin              |         |
| 4. | „Love Emotion”                                                | Jinyoung, Baro         | Jinyoung, Moon Jeong-gyu | Jinyoung, Moon Jeong-gyu                |         |
| 5. | „Smile Mask”                                                  | Jinyoung, Baro         | Jinyoung                 | Jinyoung, No Eun-jong, Kang Myeong-shin |         |
| 6. | „Call Me” (kor. 내게 전화해 Naege jeonhwahae)                 | CNU, Baro              | CNU, Choi Myeong-hwan    | Choi Myeong-hwan                        |         |
| 7. | „Like A Child” (kor. 아이처럼 Aicheoleom)                     | Team Columbus, Sandeul | Team Columbus, Sandeul   | Team Columbus                           |         |

## Notowania
| Lista                    | Pozycja |
| ------------------------ | ------- |
| Gaon Weekly Album Chart  | 1       |
| Gaon Monthly Album Chart | 6       |
| Five Music (Tajwan)      | 2       |